# Шаса (хребет)
Ша́са — гірський хребет (полонина) у північно-західній частині масиву Свидовець (Українські Карпати). Розташований у межах Тячівського району Закарпатської області. 
Максимальна висота Шаси 1634 м (гора Підпула), довжина — бл. 8,5 км. Схили хребта стрімкі, вкриті лісами, вище — полонини з чорничниками. Хребет розташований у межиріччі Яблуниці і Турбату, простягається від гори Підпула на північ/північний захід до гори Свидова (1424 м). 
Шаса — найбільше північно-західне відгалуження головного Свидовецького хребта. 
Найближчі населені пункти: село Лопухів, смт Усть-Чорна.